# Maingaya malayana
Maingaya es un género monotípico de la familia  Hamamelidaceae. Su única especie,  Maingaya malayana Oliv., es originaria de Malasia. Está tratada en peligro de extinción por la pérdida de hábitat.

## Taxonomía
El género fue descrito por  Daniel Oliver y publicado en Transactions of the Linnean Society of London 28(4): 517. 1873.